# Ronde van Lombardije 1940
De Ronde van Lombardije 1940 was de 36e editie van deze eendaagse Italiaanse wielerwedstrijd, en werd verreden op zondag 27 oktober 1940. Het parcours leidde van Milaan naar Milaan en ging over een afstand van 225 kilometer. De wedstrijd werd voor de derde maal gewonnen door de Italiaan Gino Bartali na een solo. 

## Uitslag
| Ronde van Lombardije 1940 |                   |         |          |
| Plaats                    | Naam              | Ploeg   | Tijd     |
| Winnaar                   | Gino Bartali      | Legnano | 6u32'57" |
| 2                         | Osvaldo Bailo     | Gerbi   | +4'07    |
| 3                         | Cino Cinelli      | Bianchi | z.t.     |
| 4                         | Adolfo Leoni      | Bianchi | z.t.     |
| 5                         | Severino Canavesi | Gloria  | z.t.     |
| 6                         | Enrico Mollo      | Olympia | z.t.     |
| 7                         | Salvatore Crippa  | Gerbi   | z.t.     |
| 8                         | Guerrino Tomasoni |         | z.t.     |
| 9                         | Luciano Succi     | Legnano | z.t.     |
| 10                        | Giovanni Valetti  | Bianchi | z.t.     |

1905 · 1906 · 1907 · 1908 · 1909 · 1910 · 1911 · 1912 · 1913 · 1914 · 1915 · 1916 · 1917 · 1918 · 1919 · 1920 · 1921 · 1922 · 1923 · 1924 · 1925 · 1926 · 1927 · 1928 · 1929 · 1930 · 1931 · 1932 · 1933 · 1934 · 1935 · 1936 · 1937 · 1938 · 1939 · 1940 · 1941 · 1942 · 1943 · 1944 · 1945 · 1946 · 1947 · 1948 · 1949 · 1950 · 1951 · 1952 · 1953 · 1954 · 1955 · 1956 · 1957 · 1958 · 1959 · 1960 · 1961 · 1962 · 1963 · 1964 · 1965 · 1966 · 1967 · 1968 · 1969 · 1970 · 1971 · 1972 · 1973 · 1974 · 1975 · 1976 · 1977 · 1978 · 1979 · 1980 · 1981 · 1982 · 1983 · 1984 · 1985 · 1986 · 1987 · 1988 · 1989 · 1990 · 1991 · 1992 · 1993 · 1994 · 1995 · 1996 · 1997 · 1998 · 1999 · 2000 · 2001 · 2002 · 2003 · 2004 · 2005 · 2006 · 2007 · 2008 · 2009 · 2010 · 2011 · 2012 · 2013 · 2014 · 2015 · 2016 · 2017 · 2018 · 2019 · 2020 · 2021 · 2022 · 2023 · 2024 · 2025